# 吉川ひなのLIFE with PET
吉川ひなのLIFE with PET（よしかわひなの ライフ ウィズ ペット）は、FM OSAKAにて放送された、動物をテーマにしたラジオ番組。
ペット関連の情報新聞「Japan Pet Press」（ジャパンペットプレス）と連動し、国内外のペット事情やしつけ方相談など、ペットに関する情報を伝えた。

## 出演者
パーソナリティ
- 吉川ひなの

アシスタント
- 家森幸子（ ～2008年9月）
- 坪内千恵子（2008年10月～ ）

## ネット局
- FM OSAKA（土曜日9：00～9：25）
- TOKYO FM（金曜日18：00～18：25）